# Louis Koo

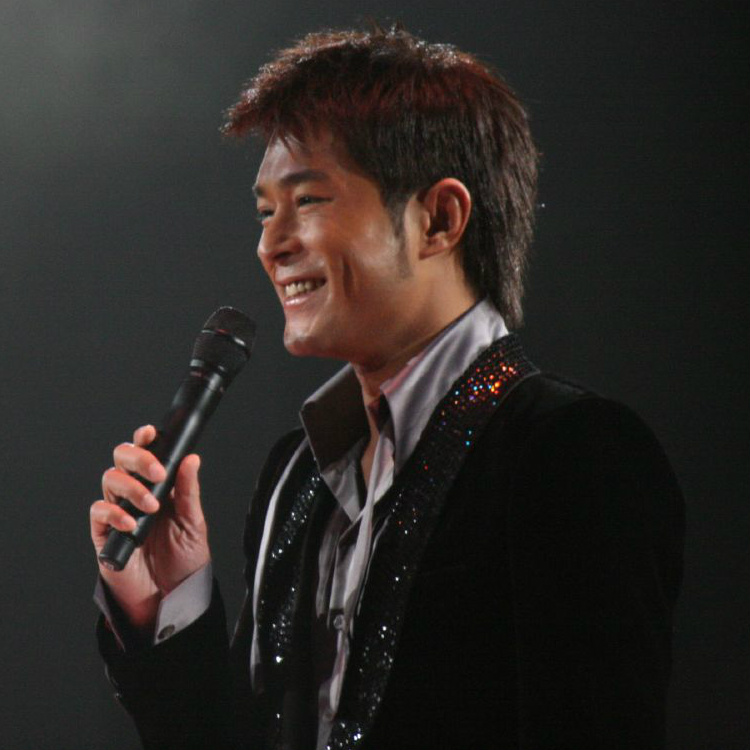
Louis Koo en 2007.

Louis Koo, de son vrai nom Koo Tin-lok (古天樂), né le 21 octobre 1970, est un acteur et producteur hongkongais,.
Il commence sa carrière professionnelle en tant qu’acteur dans des séries télévisées locales, remportant le Prix du meilleur acteur de TVB en 1999 et 2001. Par la suite, il se consacre au cinéma et devient l'un des piliers de l'industrie cinématographique de Hong Kong. En 2018, Koo remporte le Hong Kong Film Award du meilleur acteur, le Asian Film Award du meilleur acteur (en) et le Hong Kong Film Directors' Guild Award du meilleur acteur pour son rôle dans le film Paradox (2017).
Koo fonde la société de production One Cool Group Limited en 2013 et qui a aujourd'hui produit 20 films et tente de lancer le genre de la science-fiction en Chine, largement délaissé dans ce pays, avec la grosse production Warriors of Future qui sortira en été 2019.
Il est l'ambassadeur du Festival international du film de Hong Kong de 2014 à 2018. En 2015, il rejoint le conseil de direction du Festival International de court-métrage Fresh Wave qui se tient à Hong Kong et, en janvier 2018, il est élu président de la guilde des artistes de Hong Kong.

## Biographie
Né d'un père acteur reconverti en homme d'affaires, Koo est diplômé de la St. Teresa's School Kowloon (en) et de la Carmel Secondary School.
De 1991 à 1993, il travaille comme mannequin et apparaît dans des publicités et des vidéos de karaoké. En 1993, il signe un contrat d'artiste avec la chaîne de télévision TVB et gagne de la reconnaissance comme acteur avec le rôle principal dans la série The Condor Heroes 95 (en) basée sur un roman wuxia classique. En 1997, il commence à arborer un bronzage extrême (pour lequel il est bien connu), ce qui lui permet apparemment d'assumer des rôles plus contemporains. En 1999, il reçoit le prix de l'acteur le plus populaire de TVB pour Detective Investigation Files IV (en). En 2000, il reçoit le prix du personnage préféré de TVB pour At the Threshold of an Era (en) ll. Il adopte une approche différente pour son rôle dans A Step into the Past (en). Cet écart par rapport à son personnage habituel, distant et décalé, en un personnage plus drôle, insouciant et terre-à-terre fait écho auprès du public et élargi sa base d'admirateurs. En 2001, il reçoit à nouveau le prix de l'acteur le plus populaire et le prix du personnage préféré de TVB pour A Step into the Past. Il fait ensuite une pause indéterminée à la télévision et se concentre alors sur sa carrière au cinéma.
En raison de la popularité des séries de TVB à la fin des années 1990, Koo est devenu célèbre à Hong Kong, Taiwan, en Chine continentale et en Asie du Sud-Est. Depuis 1994, Koo est apparu dans la série de films paranormaux Troublesome Night et de nombreux films d'action comme Bullets Over Summer (1999) de Wilson Yip. Il joue le rôle d'un garçon muet habitant sur une île rurale dans le film romantique Sealed with a Kiss (1998). De 2001 à 2004, Koo est en contrat avec la China Star Entertainment Group et joue dans de nombreuses comédies romantiques comme La Brassière ou Naked Ambition (en).
En 2004, Koo joue le rôle de Bo Sze-to, un ancien champion de judo devenu alcoolique, dans Judo de Johnnie To qui fait son avant-première à la Mostra de Venise 2004. Le film est un écart significatif comparé aux genres commerciaux auxquels il s'était habitué, et il marque également le début d'une longue collaboration avec To et Milkyway Image. Koo reçoit ensuite une reconnaissance internationale pour son personnage glaçant dans Election 2 de Johnnie To, qui est projeté dans la catégorie Hors-compétition au Festival de Cannes 2006 (le premier opus Election avait été en compétition au Festival de Cannes 2005). Il remporte le prix du meilleur acteur décerné aux Hong Kong UA Film Awards 2006 par le vote du public pour ce rôle.
Dans le film romantique Happy Birthday (2006), adapté par Sylvia Chang d'une nouvelle de Rene Liu, Koo interprète un homme sensible s'occupant de son ex-petite amie après sa mort. Il tient également des rôles secondaires dans des films d'action, comme aux côtés de Jackie Chan dans L'Expert de Hong-Kong (2006), et de Donnie Yen dans Flash Point (2007).
Son personnage de toxicomane sans scrupule dans Protégé (2007) de Derek Yee diffère de ses rôles précédents, car il renonce là à son image élégante pour un physique amaigri. Ce rôle lui vaut un retour positif de la critique et des nominations au titre de meilleur acteur dans un rôle secondaire aux Hong Kong Film Awards et aux Golden Horse Awards. Dans Run Papa Run (en) (2008) de Sylvia Chang, Koo joue un chef de triade imprudent qui essaie de protéger sa fille de ses délits passés. Il est nommé au Prix du meilleur acteur aux Hong Kong Film Awards et aux Golden Horse Award pour ce rôle qu'il a incarné de la fin de son adolescence à ses cinquante ans. Depuis lors, il a repris des rôles de père et d'âge moyen.
Dans Connected (2008) de Benny Chan, une reprise de Cellular, il joue un monsieur tout-le-monde qui est propulsé dans une course contre la montre pour sauver une étrangère. Dans Accident (2009) de Soi Cheang, en compétition à la Mostra de Venise 2009, il joue le chef d'un groupe de tueurs doué pour déguiser un meurtre en accident.
Il enchaîne par la suite les grands succès comme Overheard (2009) d'Alan Mak et Felix Chong, A Chinese Ghost Story (2011), et retrouve Johnnie To avec Don't Go Breaking My Heart (2011), Don't Go Breaking My Heart 2 (2014), Drug War (2012), Inferno (2013), Overheard 3 (2014), et SPL II: A Time for Consequences (2015).
Il est nommé au Hong Kong Film Award du meilleur acteur pour son rôle de policier infiltré dans La Guerre des Cartels (2013) de Benny Chan.
Dans Paradox (2017), Koo joue un policier déterminé à venger le meurtre de sa fille et interprète la plupart des séquences d'action du film sans utiliser de doublure. Pour ce film, il reçoit le Asian Film Award du meilleur acteur (en) et le Hong Kong Film Directors' Guild Award du meilleur acteur en mars 2018.

## Autres activités

### Écrivain
Koo a publié plusieurs livres, notamment des albums photo Present (1999) et Cool (2001), ainsi que son autobiographie Find Happiness (2002). Il réalise également Toys Battle (2008), un livre relatant son intérêt pour les personnages de bandes dessinées et les super-héros de cinéma, et fait don de tous les bénéfices à l'UNICEF. Il tient à jour des blogs sur son site web depuis décembre 2006.

### Chanteur
Koo a enregistré plusieurs chansons pour les séries de TVB dans lesquels il jouait et plusieurs autres pour des publicités. Il a également sorti quatre albums : Boyfriend et Popular Louis in 2000, Optimism en 2001, et Mr.Cool en 2003.

### Designer
Koo est le designer de ses propres marques de lunettes ZeroX, Level Nine et Louis Koo. Il participe également à la conception de ses propres livres, sites Web, logos de sociétés et marques reconnues.

### Porte-parole de marques
Sur une carrière s'étalant sur deux décennies, Koo a représenté un grand nombre de marques à Hong Kong et en Chine continentale comme par exemple Pepsi, Brooks Brothers, Samsung Galaxy, Xbox 360 Kinect, Toyota Corolla, Yokohama Tire, Lay's, Lipton, Lotte chewing gum, Tropicana, Gillette, OSIM, TAG Heuer, Epson, Matisse, Johnnie Walker, Pentax camera, Clinique, Hugo Boss, Bally, Puma, et DBS Black World MasterCard.

## Œuvres de charité
En juillet 2012, des microblogues chinois révèlent les œuvres de philanthropie discrètes de Koo en Chine. De plus en plus de personnes de divers zones rurales reculées découvrent que des écoles élémentaires locales ont été construites grâce à ses dons. Les principaux quotidiens chinois déclarent en outre qu'il a participé à la construction de 49 écoles pour venir en aide aux défavorisés des zones isolées de la Chine rurale au cours des trois dernières années sans en faire de publicité. Il est réticent à faire des commentaires sur la question, mais il est annoncé qu'il avait créé sa fondation caritative après avoir été témoin de la dévastation provoquée par le séisme survenu au Sichuan en 2008. Selon le site Grace charity, Koo a contribué à la construction de 97 bâtiments d'écoles primaires, de 18 cliniques et de 751 petits projets d'approvisionnement en eau dans des régions isolées et peu développées de la Chine rurale par l'intermédiaire de Grace Charity Foundation Limited et des gouvernements locaux.
Koo est également ambassadeur de l'UNICEF depuis 2007.

## Filmographie
- 1994 : Let's Go Slam Dunk
- 1996 : Those Were the Days
- 1996 : On Fire
- 1996 : Street of Fury
- 1997 : Troublesome Night
- 1997 : Troublesome Night 2
- 1998 : Troublesome Night 3
- 1998 : The Suspect
- 1998 : Troublesome Night 4
- 1999 : Troublesome Night 5
- 1999 : Troublesome Night 6
- 1999 : Super Car Criminals
- 1999 : Sealed with a kiss
- 1999 : The Masked Prosecutor
- 1999 : Bullets Over Summer
- 1999 : Century of the Dragon
- 2000 : For Bad Boys Only
- 2000 : Troublesome Night 7
- 2000 : Conman in Tokyo
- 2001 : Born Wild
- 2001 : La Légende de Zu
- 2001 : La Brassière
- 2002 : The Lion Roars
- 2002 : Fat Choi Spirit
- 2002 : Dry Wood, Fierce Fire
- 2002 : Women from Mars
- 2002 : Mighty Baby
- 2003 : Love for All Seasons
- 2003 : Why Me, Sweetie?!
- 2003 : Love Under the Sun
- 2003 : Good Times, Bed Times
- 2003 : Naked Ambition (en)
- 2003 : Lost in Time (en)
- 2004 : Fantasia
- 2004 : Love on the Rocks
- 2004 : Judo
- 2005 : Election
- 2006 : Election 2
- 2006 : L'Expert de Hong-Kong
- 2006 : Happy Birthday
- 2007 : Protégé
- 2007 : Triangle
- 2007 : Flashpoint
- 2008 : Run Papa Run (en)
- 2008 : Connected
- 2009 : Accident
- 2009 : All's Well, Ends Well 2009
- 2009 : On His Majesty's Secret Service (en)
- 2009 : Poker King
- 2009 : Overheard
- 2010 : All's Well, Ends Well 2010
- 2010 : Shooters
- 2011 : The Road Less Traveled
- 2011 : All's Well, Ends Well 2011
- 2011 : Don't Go Breaking My Heart
- 2011 : Mr. & Mrs. Incredible (en)
- 2011 : A Chinese Ghost Story
- 2011 : Overheard 2
- 2011 : Magic to Win (en)
- 2012 : All's Well, Ends Well 2012
- 2012 : Romancing in Thin Air
- 2013 : Drug War
- 2013 : Inferno
- 2013 : La Guerre des Cartels
- 2014 : Hello Babies (en)
- 2014 : Golden Chicken 3
- 2014 : Naked Ambition 2 (en)
- 2014 : Aberdeen (en)
- 2014 : Overheard 3
- 2014 : Z Storm
- 2014 : Don't Go Breaking My Heart 2
- 2015 : An Inspector Calls (en)
- 2015 : 12 Golden Ducks
- 2015 : Triumph in the Skies
- 2015 : Little Big Master
- 2015 : SPL 2 : A Time for Consequences
- 2015 : Paris Holiday (en)
- 2015 : Wild City
- 2016 : Three
- 2016 : League of Gods
- 2016 : Line Walker
- 2016 : Call of Heroes
- 2016 : S Storm
- 2017 : Dealer/Healer
- 2017 : Meow
- 2017 : Paradox
- 2017 : Always Be with You
- 2018 : Shed Skin Papa
- 2018 : L Storm
- 2018 : Kung Fu Monster (en)
- 2019 : A Home with a View
- 2019 : P Storm
- 2019 : Chasing the Dragon 2
- 2019 : La Guerre des Cartels 2
- 2019 : Line Walker 2: Invisible Spy
- 2019 : A Witness Out of the Blue
- 2019 : Sons of the Neon Night
- 2021 : Dynasty Warriors
- 2021 : Once Upon a Time in Hong Kong
- 2021 : G Storm
- 2022 : Warriors of Future
- 2023 : Death Notify (en)
- 2024 : City of Darkness
- 2025 : Fung lam fo saan (风林火山) de Juno Mak
- En production : All U Need Is Love (zh)
- En production : Beyond the Sin
- En production : Yi tin to lung gei (zh)
- En production : Back to the Past

## Distinctions

### Récompenses
- Asian Film Awards 2018 : Meilleur acteur pour Paradox[23].
- 37e cérémonie des Hong Kong Film Awards : Meilleur acteur pour Paradox[24].

### Honneurs
En 2018, l'astéroïde (55382) Kootinlok, découvert par Bill Yeung à l'observatoire Desert Eagle en 2001, est nommé en son honneur.